# 亨里克·英厄布里格森
亨里克·英厄布里格森（挪威語：Henrik Ingebrigtsen，1991年2月24日—）是一名挪威男子田径运动员，主攻中长距离赛跑。他的两个弟弟菲利普和雅各布均为田径运动员，同时也和亨里克一样都获得过欧洲田径锦标赛男子1500米赛跑的冠军，他的父亲耶尔特（Gjert）担任他们的教练。亨里克曾在2019年进行的英力士1:59挑战赛中担任助跑员。